# Genio andrógino

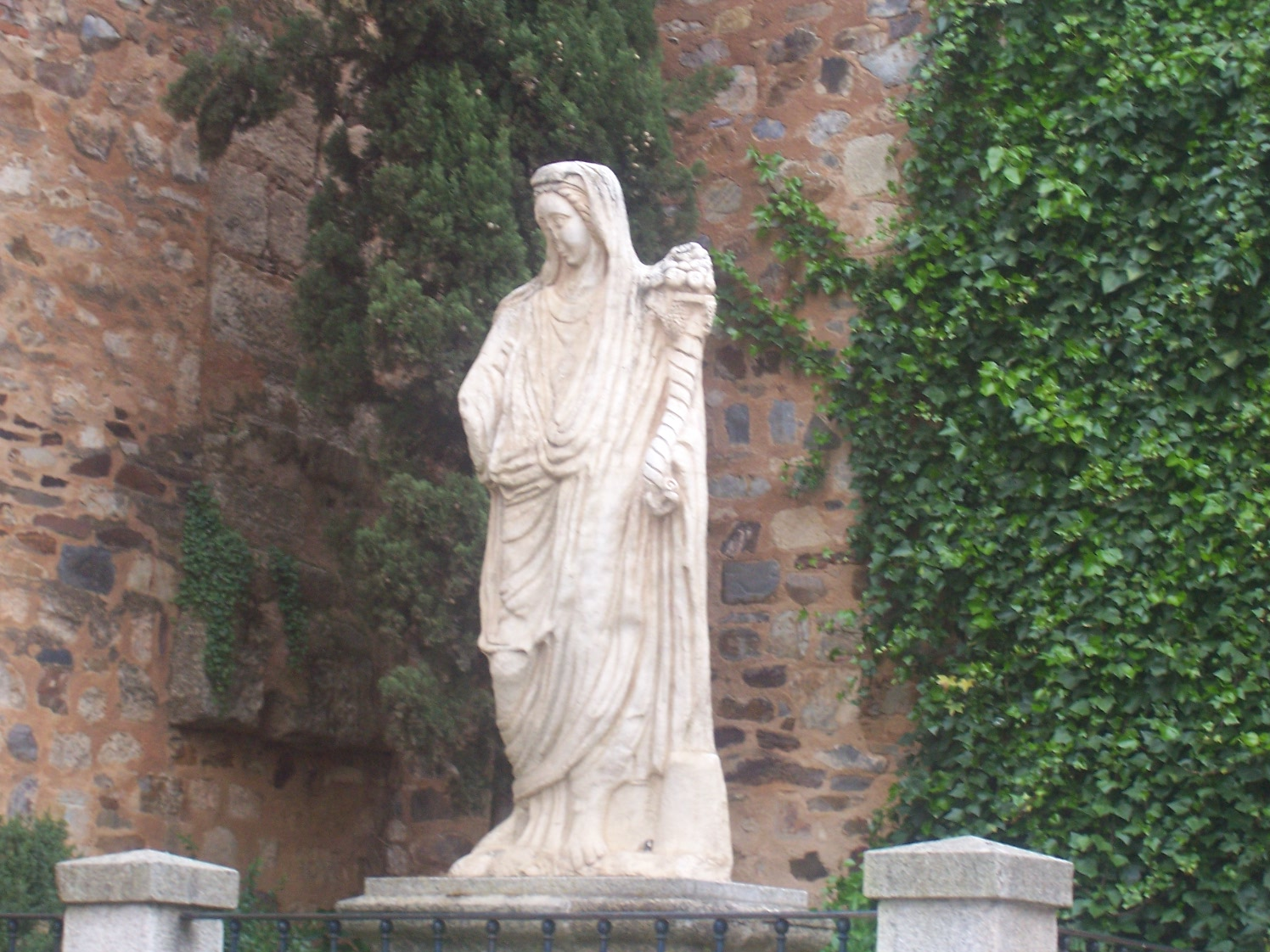
Copia de la estatua en el Foro de los Balbos.

El Genio andrógino o Diosa Ceres es una estatua romana que data del siglo I y que en la actualidad forma parte de la colección permanente del Museo Arqueológico Provincial situado en la ciudad de Cáceres.

## Descripción y localización
Es una escultura togada de origen romano ejecutada en un solo bloque de mármol. Esta obra está concebida para ser expuesta en altura y de frente, ya sea en una hornacina o en una pared. La mano izquierda sujeta un cuerno de la abundancia con flores y fruta, mientras que la derecha está quebrada y desaparecida pero se cree que tenía un mano de espigas.
El antebrazo derecho fue realizado con un fragmento distinto de mármol. En cuanto a la vestimenta, encontramos una túnica con toga que llega incluso hasta la cabeza.
Esta estatua pertenecía a la colonia romana Norba Caesarina y con el paso de los años ha estado situada en diferentes ubicaciones en Cáceres (Extremadura).

## Historia
En relación con su hallazgo, la referencia más temprana acerca de la estatua se encuentra en el libro "De rebus Hispaniae memorabilibus Libri XXV" escrito en 1530 por Lucio Marineo Sículo, humanista italiano y cronista del rey Fernando II de Aragón. Sículo identifica la escultura como la diosa romana Ceres (Deméter de los griegos), esta era la diosa de la cosecha, la agricultura y la fertilidad. Es posible que su interpretación fuera errónea pues Sículo creció en Sicilia donde Ceres era considerada patrona de la isla.
En el siglo XVII la figura se encontraba próxima a la ya inexistente ermita de San Benito, concretamente en la Plaza Mayor. Más adelante, en 1820 se colocó en la torre de Bujaco bajo un templete y en 1860 se trasladó a los soportales del Ayuntamiento de Cáceres. Tras un último paso por el Foro de los Balbos, fue trasladada al Museo de Cáceres, donde se encuentra actualmente.

## Interpretaciones
A lo largo de los años, han ido apareciendo numerosas y distintas interpretaciones de esta obra. Distintos autores, a su paso por Cáceres, han tratado de dar su visión de la escultura.
El primero que la citó fue Marineo Sículo en la edición de su obra a finales del siglo XV. Ya en el siglo XVI encontramos la interpretación de Juan Ginés de Sepúlveda, concretamente en el año 1543 cuando acompañaba al obispo de Cartagena desde Valladolid a Elvas a recoger a la futura esposa de Felipe II: “En la plaza de esta villa estaba una estatua de piedra de altura de doce palmos y bien labrada, tiene una ropa talar bien hecha y el brazo derecho puesto en la cintura y en el izquierdo un cuerno grande lleno de diversas frutas, dice el vulgo que es de la diosa Ceres…”
Gaspar de Castro le comunica a Antonio Agustín los hallazgos en un viaje a Extremadura y entre ellos cita a la escultura.
“... además de que hay en él unas estatuas de mármol, especialmente una de la diosa de la fortuna que está en la plaza.”
Ginés de Sepúlveda es el único que no decía que la estructura se trataba de la diosa Ceres. El resto de autores de la época seguían la hipótesis de L. Marineo Sículo.
Llegados al siglo XVIII, Antonio Ponz se refiere a ella como una representación de la abundancia o la paz. Para el pueblo cacereño era conocida popularmente como la “Santa de la Plaza”. Otras interpretaciones la identifican como el genio que representaba al emperador Augusto.
En el siglo XIX, José Ramón Mélida expone la teoría de que se trata de un genio andrógino de la colonia romana. Esta teoría estará respaldada por el investigador histórico y escritor español Carlos Callejo.
En la actualidad, se cree que la escultura representa a un varón anónimo con una toga sacerdotal que le cubre incluso la cabeza.